# Cantó Montecristi
Montecristi és un cantó de la província de Manabí a l'Equador, ubicat al sud-est de la província.
Entre els seus majors atractius hi ha l'Illa de la Plata, famosa pels albiraments de balenes.
Des del 29 de novembre de 2007 al 25 d'octubre de 2008, va ser la seu de l'Assemblea Constituent. Per ser el lloc de naixement d'Eloy Alfaro, es va construir una sèrie d'edificis històrics en la qual s'ha anomenat anomenat Ciutat Alfaro.

## Parròquies
Urbanes
- Aníbal San Andrés
- Colorado
- General Alfaro
- Leónidas Proaño
- Montecristi

Rural
- La Pila